# Cheilodipterus octovittatus
Cheilodipterus octovittatus és una espècie de peix pertanyent a la família dels apogònids.
És un peix marí, associat als esculls i de clima tropical de l'Índic occidental a l'illa de Maurici. És inofensiu per als humans.